# David Watkin
Ne pas confondre avec le joueur gallois de rugby David Watkins.
Pour les articles homonymes, voir Watkin.
Francis David Watkin est un directeur de la photographie britannique, né le 23 mars 1925 à Margate (Kent) et mort le 19 février 2008 à Brighton (Sussex de l'Est). Il était membre de la British Society of Cinematographers.
De ses débuts en 1965 à 2000 (année où il prend sa retraite), Watkins contribue à cinquante-deux films, britanniques majoritairement, auxquels s'ajoutent des films américains ou des coproductions.

## Biographie
Comme chef-opérateur, David Watkin exerce d'abord sur des courts métrages (documentaires surtout), de 1956 à 1964. En 1964, il travaille (sans être crédité) sur la séquence d'ouverture du troisième film de la série James Bond, Goldfinger.  L'année suivante sort son premier long métrage en tant que directeur de la photographie à part entière, Le Knack... et comment l'avoir de Richard Lester.  Peu de temps après, Watkins retrouve Lester sur Help!, une comédie débridée mettant les Beatles en vedette.
Lester et Watkins collaborent sur plusieurs autres films dont une adaptation en deux parties des Trois Mousquetaires, ainsi que La Rose et la Flèche, une variation sur le mythe de Robin des Bois sortie en 1976 avec Sean Connery et Audrey Hepburn.  Leur collaboration s'achève avec Cuba, un drame historique avec Sean Connery.
Outre Lester, les réalisateurs avec lesquels il collabore le plus régulièrement sont Tony Richardson (La Charge de la brigade légère en 1968), Franco Zeffirelli (Hamlet en 1990, Jane Eyre en 1996), Norman Jewison (Éclair de lune en 1987) et Sidney Lumet (Dans l'ombre de Manhattan en 1997, où il apparaît brièvement, dans un petit rôle non crédité).
Il est également le directeur photo du film  Les Chariots de feu, qui remporte l'Oscar du meilleur long-métrage en 1982, bien que Watkin lui-même n'ait point été en nomination.  En revanche, le film  de Sydney Pollack Out of Africa, avec Meryl Streep et Robert Redford, lui vaut en 1986 l'Oscar de la meilleure photographie, puis l'année suivante le British Academy Film Award de la meilleure photographie (après six nominations).
En 1981, il filme à la Scala de Milan La Cenerentola, un opéra-bouffe de Gioachino Rossini mis en scène par Jean-Pierre Ponnelle, avec Frederica von Stade dans le rôle-titre sous la direction musicale de Claudio Abbado.
Travaillant également pour la télévision, il tourne notamment la mini-série  Jésus de Nazareth de Franco Zeffirelli en 1977.
Il meurt d'un cancer le 19 février 2008, à 82 ans.

## Filmographie partielle

### Au cinéma
- 1963 : The Six-Sided Triangle de Christopher Miles
- 1964 : Goldfinger de Guy Hamilton (séquence d'ouverture)
- 1965 : Le Knack... et comment l'avoir (The Knack... and How to get it) de Richard Lester
- 1965 : Help! de Richard Lester
- 1966 : Mademoiselle de Tony Richardson
- 1967 : Comment j'ai gagné la guerre (How I won the War) de Richard Lester
- 1967 : Marat-Sade (Marat/Sade) de Peter Brook
- 1968 : La Charge de la brigade légère (The Charge of the Light Brigade) de Tony Richardson
- 1969 : L'Ultime Garçonnière (The Bed-Sitting Room) de Richard Lester
- 1970 : Catch 22 (Catch-22) de Mike Nichols
- 1971 : Les Diables (The Devils) de Ken Russell
- 1971 : The Boy Friend de Ken Russell
- 1973 : The Homecoming de Peter Hall
- 1973 : Les Trois Mousquetaires (The Three Musketeers) de Richard Lester
- 1973 : A Delicate Balance de Tony Richardson
- 1974 : On l'appelait Milady (The Four Musketeers : Milady's Revenge) de Richard Lester
- 1975 : Mahogany de Tony Richardson et Berry Gordy
- 1976 : Une fille pour le diable (To the Devil a Daughter) de Peter Sykes
- 1976 : La Rose et la Flèche (Robin and Marian) de Richard Lester
- 1977 : Joseph Andrews de Tony Richardson
- 1979 : Guerre et Passion (Hanover Street) de Peter Hyams
- 1979 : Cuba de Richard Lester
- 1981 : Les Chariots de feu (Chariots of Fire) d'Hugh Hudson
- 1981 : Un amour infini (Endless Love) de Franco Zeffirelli
- 1981 : La Cenerentola de Jean-Pierre Ponnelle (opéra filmé)
- 1983 : Yentl de Barbra Streisand
- 1984 : L'Hôtel New Hampshire (The Hotel New Hampshire) de Tony Richardson
- 1985 : Out of Africa de Sydney Pollack
- 1985 : Oz, un monde extraordinaire (Return to Oz) de Walter Murch
- 1985 : Soleil de nuit (White Nights) de Taylor Hackford
- 1987 : Éclair de lune (Moonstruck) de Norman Jewison
- 1988 : Le Prix de la passion (The Good Mother) de Leonard Nimoy
- 1988 : Masquerade de Bob Swaim
- 1988 : Crimes de sang (en) (Last Rites) de Donald Bellisario
- 1990 : Memphis Belle de Michael Caton-Jones
- 1990 : Hamlet de Franco Zeffirelli
- 1991 : Le Cabinet du docteur Ramirez (The Cabinet of Dr. Ramirez) de Peter Sellars
- 1991 : Les Imposteurs (The Object of Beauty) de Michael Lindsay-Hogg
- 1992 : 4 New-yorkaises (Used People) de Beeban Kidron
- 1993 : Bopha ! de Morgan Freeman
- 1993 : Blessures secrètes (This Boy's Life) de Michael Caton-Jones
- 1994 : La Surprise (Milk Money) de Richard Benjamin
- 1996 : Jane Eyre de Franco Zeffirelli
- 1996 : Bogus de Norman Jewison
- 1997 : Critical Care de Sidney Lumet
- 1997 : Dans l'ombre de Manhattan (Night Falls of Manhattan) de Sidney Lumet (+ apparition)
- 1999 : Gloria de Sidney Lumet
- 1999 : Un thé avec Mussolini (Tea with Mussolini) de Franco Zeffirelli

### À la télévision
- 1977 : Jésus de Nazareth (Jesus of Nazareth), feuilleton de Franco Zeffirelli
- 1988 : Murder on the Moon, téléfilm de Michael Lindsay-Hogg

## Distinctions

### Récompenses
- Oscars 1986 : Meilleure photographie pour Out of Africa
- BAFTA 1987 : Meilleure photographie pour Out of Africa

### Nominations
- BAFTA 1966 :
  - Meilleure photographie noir et blanc pour Le Knack... et comment l'avoir
  - Meilleure photographie couleur pour Help!
- BAFTA 1969 : Meilleure photographie pour La Charge de la brigade légère
- BAFTA 1971 : Meilleure photographie pour Catch 22
- BAFTA 1975 : Meilleure photographie pour Les Trois Mousquetaires
- BAFTA 1982 : Meilleure photographie pour Les Chariots de feu